# IC 342
IC 342 es una galaxia espiral intermedia situada en la constelación de Camelopardalis a una distancia de 3,28 megaparsecs (10,7 millones de años luz de la Vía Láctea, lo que la sitúa entre las galaxias más cercanas al Grupo Local.

## Propiedades físicas
Se trata de una galaxia espiral grande, tanto aparentemente -con un diámetro entre las galaxias visibles en el hemisferio norte solo inferior al de las de Andrómeda y Triángulo- como en términos absolutos, con una magnitud absoluta y un tamaño comparables a los de nuestra galaxia; sin embargo, su posición en el cielo -cerca del ecuador galáctico y por tanto sufriendo los efectos de oscurecimiento del polvo interestelar- dificulta en gran manera su observación por astrónomos aficionados y su estudio por astrónomos profesionales.
Es también una galaxia con brote estelar, hallándose éste en un anillo que rodea su núcleo y siendo tal brote estelar relativamente joven. Además es extremadamente rica en hidrógeno neutro, con una masa estimada de éste de más de 1010 masas solares.

## Membresía
IC 342 forma parte del Grupo Maffei 1 y es una de sus galaxias más brillantes.